# Deutsche Alpine Skimeisterschaften 2007
Die Deutschen Alpinen Skimeisterschaften 2007 fanden vom 23. März bis 4. April 2007 in Lohberg und im schweizerischen St. Moritz statt. Abfahrt, Super G und Super-Kombination wurden in St. Moritz ausgetragen, Riesenslalom und Slalom in Lohberg.

## Herren

### Abfahrt
| Platz | Name                 | Zeit        |
| ----- | -------------------- | ----------- |
| 01    | Hannes Wagner        | 1:34,10 min |
| 02    | Stephan Keppler      | 1:34,11 min |
| 02    | Johannes Stehle      | 1:34,11 min |
| 04    | Massimo Penasa (ITA) | 1:34,66 min |
| 04    | Jonas Russi (SUI)    | 1:34,66 min |
| 06    | Mathias Wölfl        | 1:34,91 min |
| 07    | Andreas Strodl       | 1:34,99 min |
| 08    | Daniel Fischer       | 1:35,24 min |
| 09    | Alex Fiva (SUI)      | 1:35,27 min |
| 010   | Roman Rätze          | 1:35,36 min |

Datum: 30. März 2007

Ort: St. Moritz

### Super-G
| Platz | Name                 | Zeit        |
| ----- | -------------------- | ----------- |
| 01    | Stephan Keppler      | 1:21,26 min |
| 02    | Massimo Penasa (ITA) | 1:21,29 min |
| 03    | Johannes Stehle      | 1:21,46 min |
| 04    | Mathias Wölfl        | 1:21,48 min |
| 05    | Hannes Wagner        | 1:21,53 min |
| 06    | Daniel Fischer       | 1:21,59 min |
| 07    | Dominik Stehle       | 1:21,87 min |
| 08    | Andreas Sander       | 1:22,05 min |
| 09    | Andreas Strodl       | 1:22,21 min |
| 010   | Roman Rätze          | 1:22,24 min |
| 010   | Timo Brüderl         | 1:22,24 min |

Datum: 31. März 2007

Ort: St. Moritz

### Riesenslalom
| Platz | Name                        | Zeit        |
| ----- | --------------------------- | ----------- |
| 01    | Martin Vráblík (CZE)        | 1:52,74 min |
| 02    | Björgvin Björgvinsson (ISL) | 1:53,35 min |
| 03    | Kryštof Krýzl (CZE)         | 1:53,45 min |
| 04    | Daniel Fischer              | 1:53,46 min |
| 05    | Filip Trejbal (CZE)         | 1:53,64 min |
| 06    | Christian Wanninger         | 1:53,76 min |
| 07    | Mathias Wölfl               | 1:54,46 min |
| 08    | Stefan Georgiev (BUL)       | 1:54,52 min |
| 09    | Jendrek Stanek              | 1:54,82 min |
| 010   | Andreas Strodl              | 1:55,43 min |

Datum: 25. März 2007

Ort: Lohberg

### Slalom
| Platz | Name                   | Zeit        |
| ----- | ---------------------- | ----------- |
| 01    | Filip Trejbal (CZE)    | 1:37,30 min |
| 02    | Dominik Stehle         | 1:37,79 min |
| 03    | Kryštof Krýzl (CZE)    | 1:38,31 min |
| 04    | Martin Vráblík (CZE)   | 1:38,56 min |
| 05    | Daniel Fischer         | 1:38,97 min |
| 06    | Stefan Kogler          | 1:39,36 min |
| 07    | Stefan Georgiev (BUL)  | 1:39,62 min |
| 08    | Christian Wanninger    | 1:40,27 min |
| 09    | Natko Zrnčić-Dim (CRO) | 1:40,60 min |
| 010   | Anže Mravlja (SLO)     | 1:41,22 min |

Datum: 24. März 2007

Ort: Lohberg

### Super-Kombination
| Platz | Name                    | Zeit        |
| ----- | ----------------------- | ----------- |
| 01    | Daniel Fischer          | 1:54,66 min |
| 02    | Dominik Stehle          | 1:54,84 min |
| 03    | Hannes Wagner           | 1:55,41 min |
| 04    | Stephan Keppler         | 1:55,76 min |
| 05    | Stefan Kogler           | 1:55,85 min |
| 06    | Massimo Penasa (ITA)    | 1:55,98 min |
| 07    | Christian Wanninger     | 1:56,12 min |
| 08    | Fabian Bonleitner       | 1:56,70 min |
| 09    | Andreas Sander          | 1:57,06 min |
| 010   | Julian Giacomelli (ITA) | 1:57,27 min |

Datum: 31. März 2007

Ort: St. Moritz

## Damen

### Abfahrt
| Platz | Name                  | Zeit        |
| ----- | --------------------- | ----------- |
| 01    | Maria Riesch          | 1:38,50 min |
| 02    | Pascale Berthod (SUI) | 1:39,82 min |
| 03    | Susanne Riesch        | 1:40,58 min |
| 04    | Fanny Chmelar         | 1:40,69 min |
| 05    | Monika Springl        | 1:41,17 min |
| 06    | Katharina Dürr        | 1:41,37 min |
| 07    | Monica Hübner         | 1:41,97 min |
| 08    | Michaela Schwaiger    | 1:42,25 min |
| 09    | Nicola Schmid         | 1:42,30 min |
| 010   | Carolin Fernsebner    | 1:42,46 min |
| 010   | Lisa-Marie Walz       | 1:42,46 min |

Datum: 30. März 2007

Ort: St. Moritz

### Super-G
| Platz | Name                  | Zeit        |
| ----- | --------------------- | ----------- |
| 01    | Monika Springl        | 1:22,79 min |
| 02    | Nadja Kamer (SUI)     | 1:22,87 min |
| 03    | Viktoria Rebensburg   | 1:23,00 min |
| 04    | Lara Gut (SUI)        | 1:23,10 min |
| 05    | Gina Stechert         | 1:23,65 min |
| 06    | Andrea Dettling (SUI) | 1:23,87 min |
| 07    | Theresia Jocher       | 1:24,21 min |
| 08    | Lisa-Marie Walz       | 1:24,45 min |
| 09    | Pascale Berthod (SUI) | 1:24,60 min |
| 010   | Isabelle Stiepel      | 1:24,76 min |

Datum: 31. März 2007

Ort: St. Moritz

### Riesenslalom
| Platz | Name                   | Zeit        |
| ----- | ---------------------- | ----------- |
| 01    | Carolin Fernsebner     | 2:02,48 min |
| 02    | Monika Springl         | 2:02,92 min |
| 03    | Mami Sekizuka (JPN)    | 2:03,18 min |
| 04    | Maria Riesch           | 2:03,42 min |
| 05    | Nina Perner            | 2:03,90 min |
| 06    | Fanny Chmelar          | 2:04,05 min |
| 07    | Heidi Zacher           | 2:04,54 min |
| 08    | Theresia Jocher        | 2:04,65 min |
| 09    | Sofija Novoselić (CRO) | 2:04,78 min |
| 010   | Anna Rottmayr          | 2:04,80 min |

Datum: 23. März 2007

Ort: Lohberg

### Slalom
| Platz | Name                       | Zeit        |
| ----- | -------------------------- | ----------- |
| 01    | Monika Bergmann-Schmuderer | 1:47,87 min |
| 02    | Nina Perner                | 1:48,78 min |
| 03    | Fanny Chmelar              | 1:48,97 min |
| 04    | Barbara Wirth              | 1:49,79 min |
| 05    | Theresia Jocher            | 1:49,80 min |
| 06    | Sofija Novoselić (CRO)     | 1:50,81 min |
| 07    | Christina Ammerer          | 1:51,77 min |
| 08    | Hiromi Yumoto (JPN)        | 1:51,92 min |
| 09    | Monika Springl             | 1:52,34 min |
| 010   | Heidi Zacher               | 1:52,66 min |

Datum: 24. März 2007

Ort: Lohberg

### Super-Kombination
| Platz | Name                  | Zeit        |
| ----- | --------------------- | ----------- |
| 01    | Gina Stechert         | 1:58,76 min |
| 02    | Viktoria Rebensburg   | 1:59,15 min |
| 03    | Monika Springl        | 1:59,26 min |
| 04    | Fanny Chmelar         | 2:00,17 min |
| 05    | Theresia Jocher       | 2:00,22 min |
| 06    | Nadja Kamer (SUI)     | 2:00,61 min |
| 07    | Nina Perner           | 2:01,32 min |
| 08    | Pascale Berthod (SUI) | 2:01,37 min |
| 09    | Barbara Wirth         | 2:01,91 min |
| 010   | Isabelle Stiepel      | 2:02,03 min |

Datum: 31. März 2007

Ort: St. Moritz

## Anmerkung
1. 1 2 3 4 5 6 7 8 9 10 11 12  Ausländische Teilnehmer erhielten keine Medaillen.